# Eunidia piperita
Eunidia piperita là một loài bọ cánh cứng trong họ Cerambycidae.